# Quan s'acabi la guerra
Quan s'acabi la guerra (títol original en danès, Når befrielsen kommer) és una pel·lícula danesa del 2022 dirigida per Anders Walter. S'ha doblat i subtitulat al català.

## Sinopsi
La pel·lícula està inspirada en fets reals i tracta sobre un dels capítols poc exposats de la història danesa: la gestió dels centenars de milers de refugiats alemanys que van arribar a Dinamarca just abans i després de l'alliberament de Dinamarca a la primavera de 1945. La família del director de l'escola popular i internat de Ryslinge es troba en un dilema quan l'escola es converteix en un camp d'internament per a refugiats alemanys. La família hauria d'anar en contra del sentiment popular i ajudar els nombrosos refugiats o abstenir-se de fer-ho i ser clara en la seva oposició als alemanys? La pel·lícula és, doncs, un drama de la Segona Guerra Mundial sobre l'ànima d'una nació sota pressió, on cada persona es pot veure obligada a prendre decisions morals difícils.

## Repartiment
- Pilou Asbæk
- Katrine Greis-Rosenthal
- Ulrich Thomsen
- Morten Hee Andersen